# Decameron nº 2 - Le altre novelle del Boccaccio
Decameron nº 2 - Le altre novelle del Boccaccio è un film commedia a episodi del 1972, diretto da Mino Guerrini.

## Trama
Durante un banchetto, i commensali cominciano a raccontare varie storie per stare allegri.
Tutte le novelle parlano di tradimenti, di avventure erotiche, di rapporti di preti con vergini ecc...

## Gli episodi

### Prima Novella
La sposa di Pietro di Vincione se la spassa con un giovincello, dato che è trascurata dal suo uomo, e quando questi coglie la coppia in flagrante, subito ne approfitta...

### Seconda Novella
La moglie del bruto Ferondo si mette d'accordo con un abate perverso che lo fa seppellire vivo e poi violenta la donna facendole generare un bambino che chiamerà Benedetto.

### Terza Novella
La bella straniera Alibec vuole conoscere il vero significato della fede Cristiana e così si avventura in terre lontane ove conosce l'eremita Rustico che, raccontandole balle, ne fa la sua amante.

### Quarta Novella
A Padova il giovane Anichino diventa servo del ricco Egano e seduce la moglie Beatrice che gli dimostrerà infine la sua riconoscenza e fedeltà facendogli picbchiare il padrone.

### Quinta Novella
L'ingenuo Messer Puccio vuole farsi santo e così passa l'intera nottata crocifisso sul pavimento, sotto consiglio del prete Don Felice che, nel frattempo, si gode la consorte.

### Sesta Novella
Spinelloccio inganna il fratello Zeppo godendosi sua moglie, ma quando lui lo scopre lo ripaga con la stessa moneta.